# Римантас Шаджиус
Римантас Шаджиус (роден на 8 октомври 1960 г.) е литовски политик и икономист, свързан със Социалдемократическата партия на Литва. Той е министър на финансите при премиера Гинтаутас Палуцкас – позиция, която заема на 12 декември 2024 г. Шаджиус е заемал поста министър на финансите многократно, като преди това го е заемал от 2007 до 2008 г. и от 2012 до 2016 г. Изпълняващ длъжността министър-председател от 4 август 2025 г. след оставката на Гинтаутас Палуцкас на 31 юли 2025 г. Ръководи служебно правителство, докато Сеймът одобри нов кабинет.

## Други дейности
- Европейска инвестиционна банка (ЕИБ), член по право на Съвета на управителите (2007 – 2008, 2012 – 2016, от 2024 г.)

- Международен валутен фонд (МВФ), служебен заместник-член на Съвета на управителите (2007 – 2008, 2012 – 2016, от 2024 г.)

## Кариера след министерството
Между 2016 и 2024 г. Шаджиус е член на Европейската сметна палата, където се фокусира върху подобряването на прозрачността и отчетността при управлението на финансовите програми на ЕС.

## Ранен живот и образование
Роден във Вилнюс, Шаджиус завършва Вилнюския университет със степен по химия, преди да се насочи към публичната администрация и икономиката.[източник? (Поискан днес)]